# 甘粕重太郎
甘粕 重太郎（あまかす しげたろう、1886年〈明治19年〉1月11日 - 1958年〈昭和33年〉3月26日）は、日本陸軍の軍人。最終階級は陸軍中将。

## 経歴
山形県米沢市出身。仙台陸軍地方幼年学校、中央幼年学校を経て、1905年11月、陸軍士官学校（第18期）を卒業。翌年6月、歩兵少尉に任官し歩兵第32連隊付となる。中央幼年学校生徒隊付などを経て、1917年11月、陸軍大学校（第29期）を卒業した。
歩兵第32連隊中隊長、参謀本部員、歩兵第40連隊大隊長、陸軍歩兵学校教官、第7師団参謀などを歴任。1930年8月、陸軍大佐に昇進し京城帝国大学の配属将校となる。留守第11師団参謀長を経て、歩兵第15連隊長となり、第一次上海事変により動員されるが満州に転用され、馬占山軍の攻撃に従事。教育総監部庶務課長を経て、1935年8月、陸軍少将に進級。

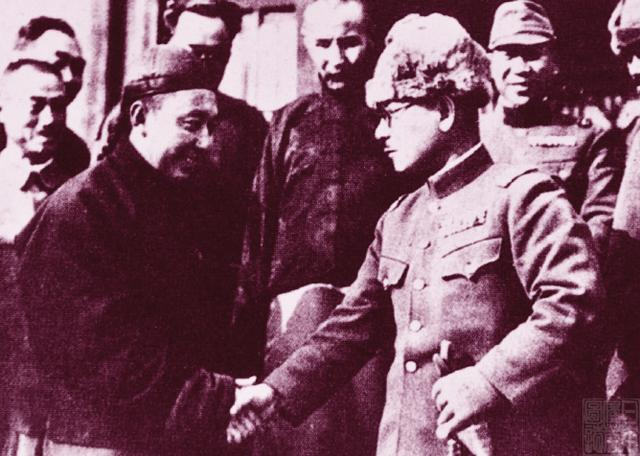
徳王と握手する甘粕

歩兵第9旅団長、陸士幹事、陸軍予科士官学校長を歴任し、1938年7月、陸軍中将となり陸軍戸山学校長を兼務した。1939年3月、新設の第33師団長に親補され、中国戦線で活動。1941年1月、駐蒙軍司令官となり、参謀本部付を経て1942年4月、予備役に編入された。
1947年（昭和22年）11月28日、公職追放仮指定を受けた。

## 栄典
- 1939年（昭和14年）4月13日 - 勲二等瑞宝章[6]
- 1941年（昭和16年）4月11日 - 勲一等瑞宝章[7]

## 親族
- 従弟・見田石介 - 父の長弟の子。
- 従弟 甘粕正彦 - 父の次弟の長男。憲兵大尉[1]
- 従弟・甘粕二郎 - 父の次弟の次男。三菱信託銀行社長・会長
- 従弟・甘粕三郎 - 父の次弟の三男。陸軍大佐